# Melanospiza
Melanospiza – rodzaj ptaków z rodziny tanagrowatych (Thraupidae).

## Występowanie
Rodzaj obejmuje gatunki występujące w Indiach Zachodnich i północnej Ameryce Południowej.

## Morfologia
Długość ciała 10,2–14 cm, masa ciała 7–23 g.

## Systematyka

### Etymologia
Greckie μελας melas, μελανος melanos – „czarny”; σπιζα spiza – „zięba” < σπιζω spizō – „ćwierkać”.

### Podział systematyczny
Do rodzaju należą następujące gatunki:
- Melanospiza richardsoni (Cory, 1886) – ziębołuszcz czarny
- Melanospiza bicolor (Linnaeus, 1766) – ziębołuszcz ciemnolicy